# Amblypodia gilolensis
Amblypodia gilolensis är en fjärilsart som beskrevs av Felder 1865. Amblypodia gilolensis ingår i släktet Amblypodia och familjen juvelvingar. Inga underarter finns listade i Catalogue of Life.